# Tangail (zila)
Tangail (en bengalí: টাঙ্গাইল জিলা) es un zila o distrito de Bangladés que forma parte de la división de Daca.
Comprende 12 upazilas en una superficie territorial de 3.381 km² : Tangail, Sakhipur, Basail, Madhupur, Ghatail, Kalihati, Nagarpur, Mirzapur, Gopalpur, Delduar, Bhuapur y Dhanbari.
La capital es la ciudad de Tangail.

## Upazilas con población en marzo de 2011[2]
- Basail 159,870
- Bhuapur 189,913
- Delduar 207,278
- Dhanbari 176,068
- Ghatail 417,939
- Gopalpur 252,331
- Kalihati 410,293
- Madhupur 296,729
- Mirzapur 407,781
- Nagarpur 288,092
- Sakhipur 277,685
- Tangail Sadar 521,104

## Demografía
Según estimación 2010 contaba con una población total de 3.698.338 habitantes.